# پلاته

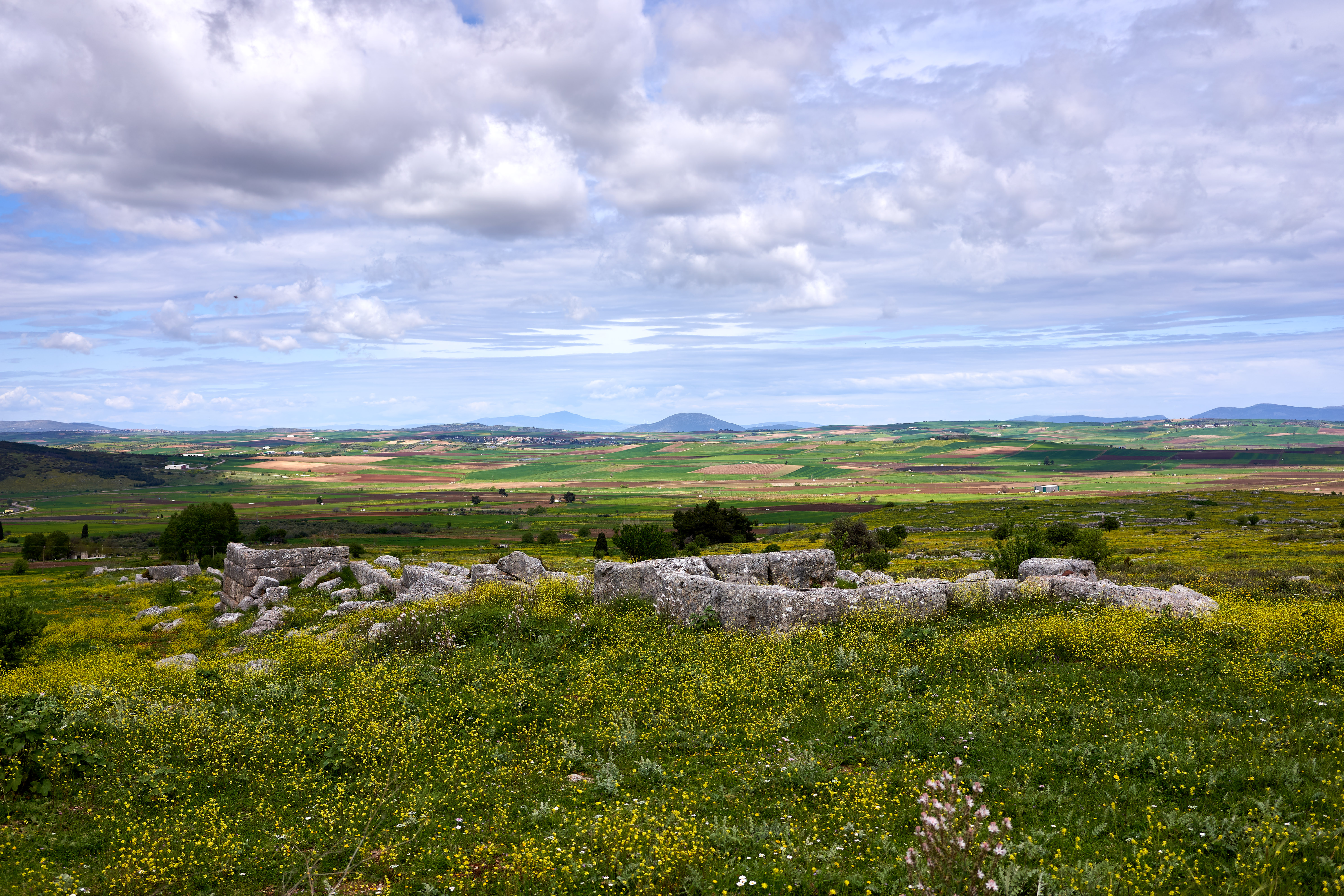
نمایی از پلاته، شهری کهن در کشور یونان - ۲۰۱۹

پلاته (به یونانی باستان: Πλάταια یا Πλαταιαί) شهری کهن در کشور یونان که در جنوب شرقی بئوسی و جنوب تب واقع شده است.
شهر پلاته محل نبرد پلاته در سال ۴۷۹ پیش از میلاد بود که در آن دولت‌شهرهای یونانی علیه ایران با یکدیگر متحد شدند و ایرانیان را شکست دادند.
پلاته در جریان جنگ پلوپونز توسط خود یونانیان، به دست اهالی تب و اسپارت در سال ۴۲۷ پیش از میلاد تخریب شد اما در سال ۳۸۶ پیش از میلاد مجدداً بازسازی شد.